# Rue Eugène-Pons
La rue Eugène-Pons est une voie de circulation située dans le 4e arrondissement de Lyon en France.

## Situation
Cette rue de La Croix-Rousse est tracée parallèlement à la montée de la Boucle entre 1835 et 1850. Relativement pentue, elle relie (en bas) le cours d'Herbouville (qui longe le Rhône sur sa rive droite) et la place Adrien-Godin à la rue Artaud.

## Dénomination
Elle s'appelle d'abord rue Lafayette (Second Empire) puis rue de Dijon sous la Troisième République.  Elle est renommée en hommage à Eugène Pons, à la suite d'une délibération du conseil municipal de Lyon du 26 novembre 1945,,. À noter qu'Eugène Pons fréquentait la toute proche paroisse de l'église Saint-Eucher[réf. nécessaire].

## Lieux remarquables

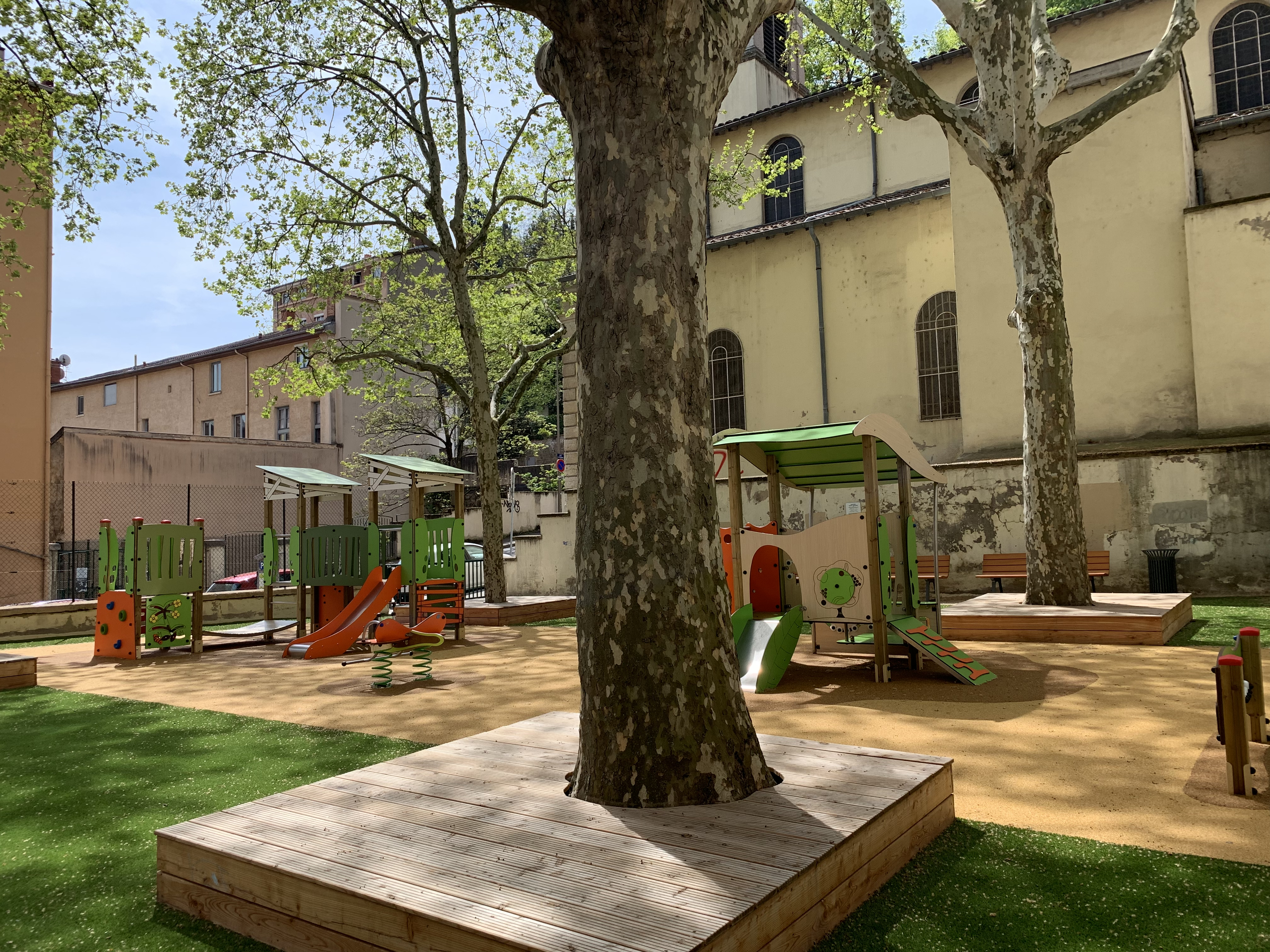
Vue du jardin Saint-Eucher.

- L'église Saint-Eucher dont la nef longe la rue Eugène-Pons et dont le portail est rue des Actionnaires.
- Le petit jardin Saint-Eucher est au no 68 de la rue.